# Wang Yuanlu

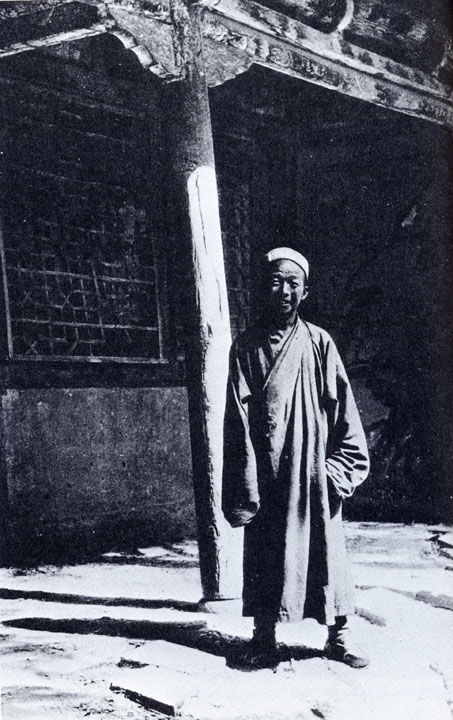

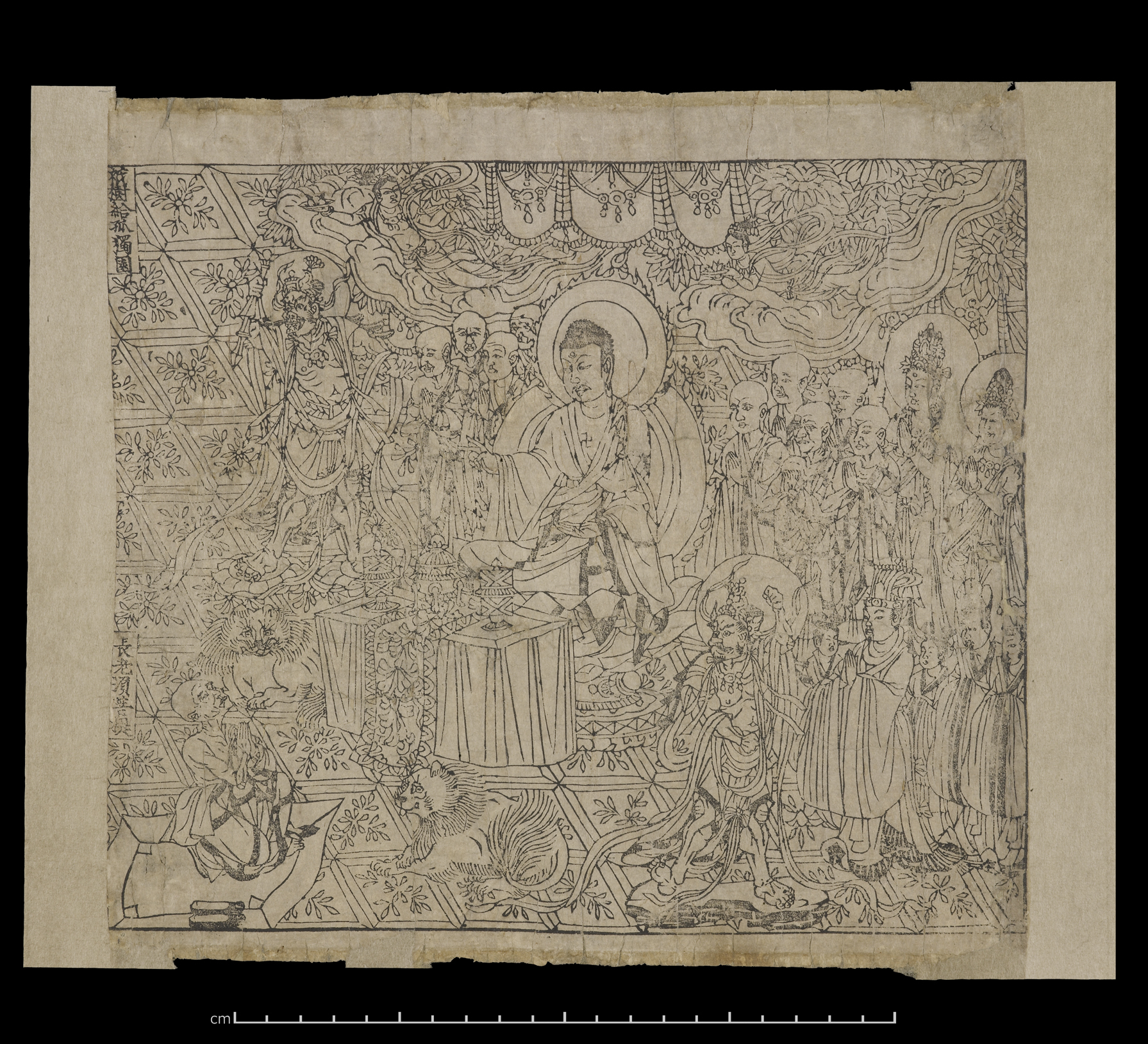
Diamant-Sutra

Wang Yuanlu (chinesisch 王圓籙 / 王圆箓, Pinyin Wáng Yuánlù) (* ca. 1849; † 1931) war ein daoistischer Mönch, der zu Anfang des 20. Jahrhunderts Abt im Höhlenkloster Mogao bei Dunhuang war.
Im Jahr 1900 entdeckte er zufällig jene berühmte "vermauerte Bibliothek" (Cangjing dong 藏经洞) (in der heutigen Höhle 17), die als Aufbewahrungsort für alte Schriften diente und über 50.000 Dokumente und Kulturzeugnisse aus der Zeit vom 4. bis zum 10. Jahrhundert – d. h. der Zeit der Sechzehnkönigreiche bis Nördlichen Song-Dynastie – beherbergte.
Die Bibliothek war zu Anfang des 11. Jahrhunderts zugemauert worden, als die Tanguten Dunhuang besetzten. Er verkaufte viele seiner Entdeckungen – darunter Schätze wie eines der ältesten bekannten Druckwerk: des Diamant-Sutras aus dem Jahr 868 – an ausländische Forscher. Insbesondere Aurel Stein und Paul Pelliot haben sich um ihren Abtransport verdient gemacht. Sie befinden sich heute in englischen, französischen, russischen, japanischen und auch chinesischen Sammlungen.
Dem britischen Forscher Aurel Stein gelang es über seinen chinesischen Assistenten Jiang Xiaowan 蔣孝琬 (alias "Jiang Shiye" 蒋师爷, gest. 1922, meist falsch als "Jiang Siye" wiedergegeben)  sowie die gemeinsame Verehrung des großen buddhistischen Reisenden Xuanzang Zugang zu ihm zu finden.
Auch der Japaner Tachibana Zuichō (3. Otani-Expedition) und der Russe Sergej Oldenburg erwarben von ihm Manuskripte.